# Pitch (serie televisiva)
Pitch è una serie televisiva statunitense trasmessa su Fox dal 22 settembre all'8 dicembre 2016.
In Italia, la serie è stata trasmessa dal 4 luglio al 29 agosto 2017 su Fox. Il 1º maggio 2017 la serie fu cancellata dopo una stagione.

## Trama
Nella Major League Baseball, la giovane lanciatrice Ginny Baker, nota per il suo lancio, la screwball, diventa la prima donna a giocare in campionato, per i San Diego Padres.

## Episodi
| Stagione       | Episodi | Prima TV USA | Prima TV Italia |
| -------------- | ------- | ------------ | --------------- |
| Prima stagione | 10      | 2016         | 2017            |

## Personaggi e interpreti

### Personaggi principali
- Genevieve "Ginny" Baker, interpretata da Kylie Bunbury, doppiata da Ilaria Latini.
È una lanciatrice rookie e la prima donna a giocare nella Major League Baseball.
- Michael "Mike" Lawson, interpretato da Mark-Paul Gosselaar, doppiato da Massimo Bitossi.
È il catcher veterano dei Padres, vicino alla fine della carriera nella Hall of Fame.
- Oscar Arguella, interpretato da Mark Consuelos, doppiato da Francesco Pezzulli.
È il direttore generale dei Padres.
- Blip Sanders, interpretato da Mo McRae, doppiato da Nanni Baldini.
È un giocatore dei Padres e amico ed ex compagno di squadra lega minore di Ginny.
- Evelyn Sanders, interpretata da Meagan Holder, doppiata da Daniela Abbruzzese.
È la moglie di Blip e l'amica di Ginny.
- Eliot, interpretato da Tim Jo.
È il social media manager di Ginny.
- Al Luongo, interpretato da Dan Lauria, doppiato da Paolo Buglioni.
È il manager dei Padres.
- Amelia Slater, interpretata da Ali Larter, doppiata da Giò Giò Rapattoni.
È l'agente di Ginny.

### Personaggi ricorrenti
- William "Bill" Baker, interpretato da Michael Beach, doppiato da Paolo Marchese.
È il padre di Ginny.
- Will Baker, interpretato da B.J. Britt, è il fratello maggiore di Gynny, desideroso di usare la fama della sorella e di avviare il suo sport bar.
- Franklin "Frank" Reid, interpretato da Bob Balaban, doppiato da Oliviero Dinelli.
È il proprietario dei Padres.
- Rhonda, interpretata da Kelly Jenrette.
È l'assistente di Oscar.
- Charlie Graham, interpretato da Kevin Connolly.
È il presidente ad interim delle operazioni dei Padres.
- Buck Garland, interpretato da Jack McGee, un coach dei Padre, braccio destro di Luongo.
- Livan Duarte, interpretato da Christian Ochoa.
È il ricevitore di riserva dei Padres, recentemente immigrato da Cuba.
- Rachel Patrick, interpretata da JoAnna Garcia Swisher, una giornalista sportiva ed ex-moglie di Mike.
- Natalie Luongo, interpretata da Sarah Shahi, figlia di Al, che inizia una storia con Oscar.